# Amphiura trisacantha
Amphiura trisacantha is een slangster uit de familie Amphiuridae.
De wetenschappelijke naam van de soort werd in 1928 gepubliceerd door Hubert Lyman Clark.